# Nikon D70
Die D70 ist eine digitale Spiegelreflexkamera von Nikon, die im März 2004 in den Markt eingeführt wurde. Der Hersteller richtete sie an Fotografie-Einsteiger.
Das Modell wurde im April 2005 von der überarbeiteten Version D70s abgelöst, dieses wurde im September 2006 eingestellt, Nachfolger war die D80.

## Technische Merkmale
Der Bild-Sensor im DX-Format erlaubt Bilder mit maximal 3039 × 2014 Pixeln. Die Bilder können entweder verlustbehaftet als JPEG mit 8 Bit Farbtiefe mit maximal 3008 × 2000 Pixeln oder verlustfrei als proprietäres Rohdatenformat mit 12 Bit Farbtiefe abgespeichert werden. Der Hersteller benutzt dabei sein proprietäres NEF-Format. Eine Kombination des gleichzeitigen Abspeicherns von RAW und JPEG ist ebenso möglich.
Die Belichtungszeit kann von 1/8000 bis 30 Sekunden in 55 Schritten eingestellt werden, eine Langzeitbelichtung (Bulb) ist ebenso vorhanden. Die Kamera kann auch über eine optionale IR-Fernbedienung ausgelöst werden. Die maximale Belichtung mittels Bulb-Modus per Fernauslöser beträgt eine halbe Stunde, direkt an der Kamera wird sie nur durch die Stromversorgung limitiert.

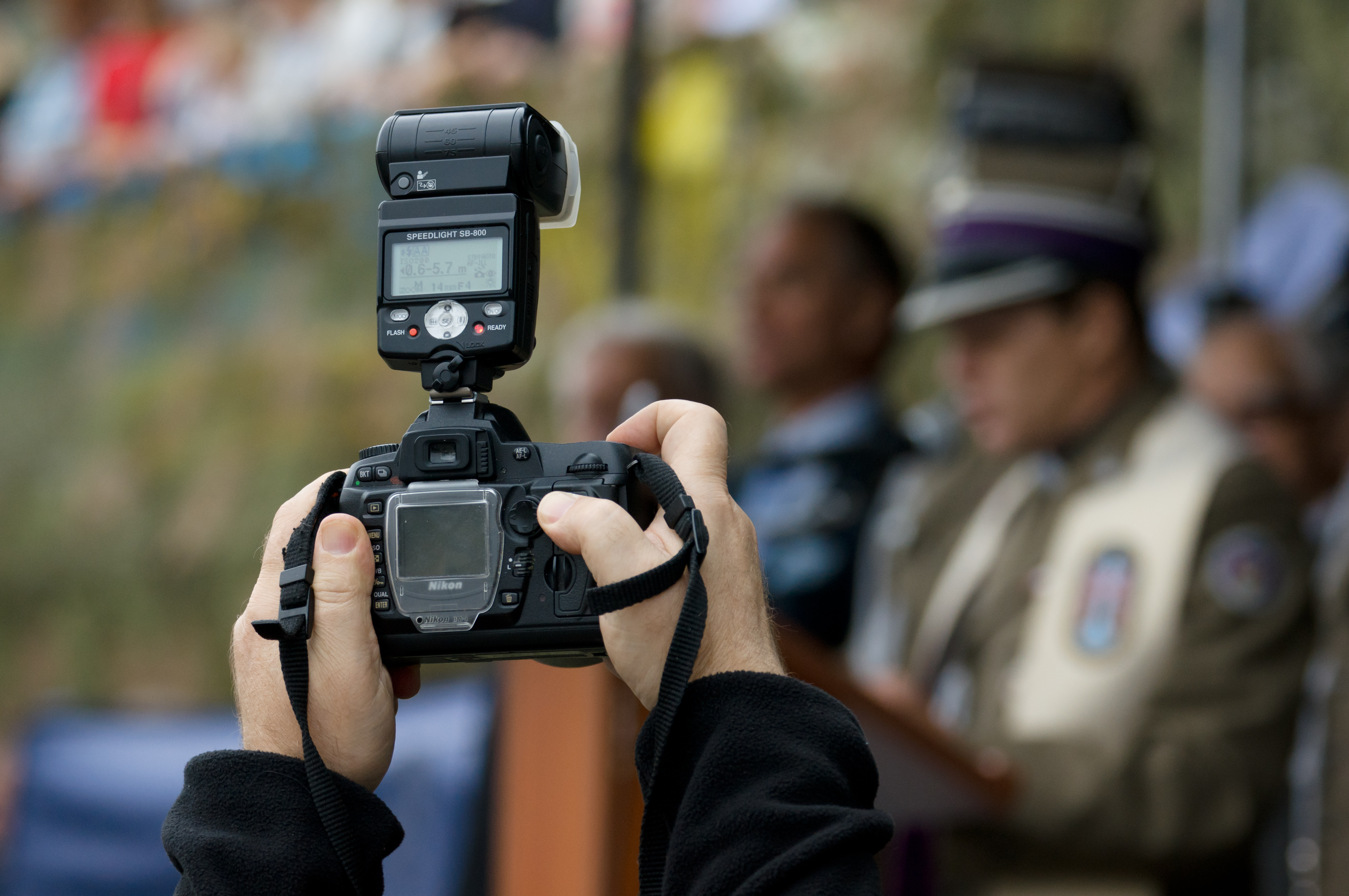
Nikon D70 mit Blitzgerät SB-800

Die Kamera bietet einen einstellbaren Belichtungsindex von ISO 200 bis 1600, sowohl im Automatik- als auch manuellen Betrieb. Es stehen verschiedene Belichtungsmodi zur Verfügung: Programmautomatik, Zeitautomatik, Blendenautomatik und manuelle Belichtung. Daneben gibt es noch eine Reihe von Motiv-Programmen: Vollautomatik, Porträt, Landschaft, Nahaufnahme (Makro), Sport und Nachtaufnahme.
Zur Kontrolle der Aufnahmen sowie zur Darstellung des Einstellungsmenüs befindet sich ein farbiger LC-Bildschirm an der Rückseite der Kamera. Dieser Monitor kann, wie bei vielen anderen Spiegelreflexkameras, nicht zur Motivsuche benutzt werden, da der Klappspiegel den Sensor abdeckt. Dies bringt jedoch den Vorteil einer geringeren Erwärmung des Sensors und damit einhergehenden geringeren Rauschens. Der Hersteller gibt für den Lithium-Ionen-Akkumulator eine Kapazität von mehr als 2500 Bildern an. Mit Autofokus, Belichtungsmessungen, Wiedergabe und Blitz sind aber Werte um 500 Aufnahmen realistischer.
An der Oberseite der Kamera befindet sich ein zweiter, schwarzweißer, beleuchtbarer LC-Bildschirm. Er dient zur übersichtlichen Darstellung des gewählten Belichtungsmodus, Belichtungszeit, Blende, Batteriestand, verbleibende Aufnahmen und ähnlicher Informationen. Weiter kann er für verschiedene Einstellungen, wie Belichtungs- und Blitzkorrektur, benutzt werden.
Die Kamera verfügt weiterhin über einen ausklappbaren Blitz sowie einen Blitzschuh für externe Blitzgeräte, wobei hier eine Blitzsynchronzeit von einer 1/500 Sekunde erreicht wird. An der Vorderseite befindet sich dazu noch ein weißes Autofokus-Hilfslicht.
Zur Speicherung der Aufnahmen steht ein CompactFlash-Kartenschacht zur Verfügung, welcher auch ein Microdrive aufnehmen kann. Die Übertragung der Bilddaten auf den Rechner erfolgt über einen USB-Anschluss (Typ Mini-B). Dabei stehen zwei Standards zur Verfügung: Mass storage (ermöglicht den Anschluss wie bei einem USB-Massenspeicher) und PTP. Die Übertragungsrate entspricht mit rund 1 MB/s dem USB-Standard 1.1. Für große Speicherkarten empfiehlt sich deshalb ein separater CompactFlash-Kartenleser mit USB 2.0 Anschluss. Die Kamera unterstützt bei der CF-Speicherkarte ausschließlich das Dateisystem FAT32.
Bei extrem kurzen Verschlusszeiten (1/8000 s) kann es in dunklen Bildteilen zu einem Magentastich kommen, der zum rechten Bildrand hin zunimmt. In der Praxis macht sich das Problem allerdings nicht bemerkbar.

### Objektive
Die Kamera besitzt ein F-Bajonett für Wechselobjektive und kann alle dafür vorgesehenen Objektive nutzen.
Bei älteren Objektiven ist jedoch mit Einschränkungen zu rechnen. Zum Beispiel kann die Kamera im Zusammenspiel mit manuellen Objektiven (MF-Objektiven) keine Belichtungsmessung vornehmen. MF-Objektive können deshalb nur im vollmanuellen Modus, aber nicht bei Einstellung auf eine der Programmautomatiken genutzt werden.
Durch den gegenüber Kleinbildfilm (36 mm × 24 mm) kleineren Sensor ergibt sich ein Bildbeschnitt um einen Formatfaktor (Crop-Faktor) von 1,5. Um auf die speziellen Gegebenheiten der digitalen Spiegelreflexkameras einzugehen, führte der Hersteller eine neue Objektiv-Reihe ein, die DX-Nikkore. Diese lassen sich jedoch wegen des kleineren Bildkreises nur eingeschränkt an den Kleinbild-Kameras nutzen.
Das Kameragehäuse wurde auch zusammen (als Kit) mit dem Zoomobjektiv AF-S Nikkor-DX 18–70 mm/3,5–4,5 G ED, wahlweise zusätzlich mit dem AF-Nikkor 70–300 mm/4–5,6 G verkauft. Nur in Europa gab es als weitere, besonders preisgünstige Option das Paket mit dem eigentlich für Kleinbildkameras bestimmten AF-Nikkor 28–80 mm/3,3–5,6 G.

## Modellvariante D70s
Die Modellvariante Nikon D70s wurde im April 2005 in den Markt eingeführt und löste die Produktion des Modells D70 ab. Technisch entspricht die Kamera in Bildauflösung und Bildverarbeitungsgeschwindigkeit dem oben beschriebenen Modell D70. Die Kamera besitzt jedoch ein größeres Display und einen Anschluss für einen Kabelfernauslöser. Ferner wird der USB-Standard 2.0 unterstützt, allerdings nur mit USB 2.0 Full Speed. Dieser bietet dieselbe Datenübertragungsrate wie eine USB-1.1-Schnittstelle (bis ca. 12 MBit/s bzw. 1,5 MB/s). Die geänderte Menüführung und die Optimierung des Autofokus kann per Firmware-Update auch für das Modell D70 bezogen werden.
Die Produktion der Kamera wurde im September 2006 eingestellt.